# Соловьёва, Елена Сергеевна
Елена Сергеевна Соловьёва (род. 16 июня 1975, Вилково, Одесская область) — российская и казахстанская баскетболистка, выступавшая в амплуа центрового. Обладатель Кубка Европы ФИБА, неоднократный призёр чемпионата России.

## Биография
Воспитанница питерской баскетбольной школы, с 1991 по 1996 года обучалась в училище олимпийского резерва № 1. Первый свой успех в баскетболе Елена праздновала в 1993 году, когда новообразованная сборная России завоевала «серебряные» медали юниорского чемпионата мира в Корее.
В 1992 году она начинает выступать за профессиональный клуб «Форс-Мажор» в чемпионате России, с которым в 1995 году становится «серебряным» призёром. Затем в её карьере наступил спад, после «Форс-Мажора» она играет в команде низшего дивизиона, где получает серьёзную травму. Елена задумалась о завершении баскетбольной карьеры.
После излечения, по предложению подруги, она приезжает в Павлодар и начинает снова играть в баскетбол. Постепенно Соловьева начинает набирать прежнюю форму и в конечном итоге становится лидером «Иртыша», принимает гражданство Казахстана.
После того, как павлодарская команда отказалась от дальнейшего участия в чемпионате России, Елена возвращается в Санкт-Петербург, где выступает за «Балтийскую Звезду». Все последующие триумфы питерской команды неотрывно связаны с Еленой Соловьёвой. После блестяще проведенного сезона 2003/04 главный тренер команды Кира Тржескал сказала о баскетболистке:

Лена хорошо помогла нам в прошлом сезоне. А потом получила травму, ей по-требовалась операция. Соловьёва долго восстанавливалась, но всё равно в 14 играх выходила на площадку. Конечно, травма помешала ей провести полноценный сезон, но надеюсь, на возвращение центровой в строй.

После ухода Тржескал из команды, Соловьёва не задерживается в Санкт-Петербурге и начинает колесить по Европе. В конечном итоге Елена остановилась в Финляндии, где за 4 сезона, проведённых в составе «Катц» из Лаппеэнранты, становится чемпионкой национального первенства, трёхкратным «серебряным» призёром и обладателем кубка Финляндии. В сезоне 2009/10 признавалась MVP финальной серии.
Устав бороться с травмами, которые преследовали всю жизнь, в 2010 году Елена Соловьёва завершает игровую карьеру. В настоящее время она входит в тренерский штаб команды «Катц» (Лаппеэнранта)

## Достижения
- Серебряный призёр чемпионата мира среди юниорок: 1993
- Обладатель Кубка Европы ФИБА: 2004
- Чемпион Финляндии: 2010
- Серебряный призёр чемпионата России: 1995
- Серебряный призёр чемпионата Финляндии: 2007, 2008, 2009
- Серебряный призёр чемпионата Литвы: 2006
- Бронзовый призёр чемпионата России: 2004
- Серебряный призёр Балтийской женской лиги: 2002
- Бронзовый призёр Балтийской женской лиги: 2003, 2006
- Обладатель Кубка Финляндии: 2008